# أكادير الهناء
أكادير الهناء قرية تقع ضمن بلدية طاطا إقليم طاطا جنوب المملكة المغربية يتجاوز سكانها خمسة آلاف نسمة ينتمون إلى فرقة أفرا التي تشكل جزءا من قبيلة تسوسخت الأمازيغية وبها أقلية من عرب أولاد جلال. بها مدرسة عتيقة لتحفيظ القرآن وتعليم العلوم الشرعية«مدرسة أكادير الهناء» وإعدادية عصرية «إعدادية الإمام البخاري». بها واحة من أشجار النخيل وبعض الأشجار المثمرة. إنتاج تمور ذات جودة عالية وتتميز بنوع «بويطوب».